# Lars Høy
Lars Høy (* 12. November 1946 in Rønne) ist ein dänischer Schauspieler.

## Leben und Wirken
Lars Høy absolvierte seine Schauspielausbildung von 1966 bis 1969 an der Staatlichen Theaterschule in Kopenhagen. Er spielte auch am Folketeatret, am Odense Teater, am Aarhus Teater, am Aalborg-Theater und war zehn Jahre lang festes Ensemblemitglied am Königlichen Theater Kopenhagen.
Seit den 1970er-Jahren ist Lars Høy in unregelmäßigen Abständen als Schauspieler vor der Kamera aktiv. Er wirkte unter anderem auch in den beliebten Serien Die Leute von Korsbaek und Privatdetektiv Anthonsen mit.
Lars Høy war von 1970 bis 1976 mit der Schauspielerin Lisbeth Dahl verheiratet. Aus der Ehe ging eine Tochter hervor. In zweiter Ehe ist er mit der Schauspielerin Merete Voldstedlund verheiratet.

## Filmografie (Auswahl)
- 1974: Pigen og drømmeslottet
- 1974: Nøddebo Præstegård
- 1975: Piger i trøjen
- 1975: Violer er blå
- 1976: Kassen stemmer
- 1976: Blind makker
- 1977: Piger til søs